# Dumoga arboricola
Dumoga arboricola là một loài nhện trong họ Linyphiidae.
Loài này thuộc chi Dumoga. Dumoga arboricola được Alfred Frank Millidge & Anthony Russell-Smith miêu tả năm 1992.